# Непрекидно напајање
Непрекидно напајање или UPS (енгл. Uninterruptible power supply) је електрични уређај који обезбеђује напајање струјом у случају нестанка примарног извора струје. UPS релативно крато пружа напајање струјом (не више од неколико минута) али то омогућава да се прикључени уређај безбедно искључи и/или обезбеди други извор напајања. Највише се користи за компјутере, дата центре, телекомуникациону опрему и сваку електричну опрему где изненадан нестанак струје може да направи велику штету. 